# Gynoplistia novempectinata
Gynoplistia novempectinata är en tvåvingeart som beskrevs av Alexander 1934. Gynoplistia novempectinata ingår i släktet Gynoplistia och familjen småharkrankar. Inga underarter finns listade i Catalogue of Life.